# Roberto Frigerio
Roberto Frigerio (16. května 1938, Le Havre – 9. dubna 2023, Tenero-Contra) byl švýcarský fotbalista, útočník. 

## Fotbalová kariéra
Hrál ve švýcarské lize za FC Chiasso, FC Schaffhausen, FC Basilej, FC La Chaux-de-Fonds, Lausanne Sports a AC Bellinzona, nastoupil ve 291 ligových utkáních a dal 157 gólů. V Poháru mistrů evropských zemí nastoupil ve 2 utkáních, v Poháru vítězů pohárů nastoupil ve 4 utkáních a dal 1 gól a ve Veletržním poháru nastoupil ve 12 utkáních a dal 4 góly. Za švýcarskou reprezentaci nastoupil v roce 1967 v přátelském utkání s Československem. Byl členem švýcarské reprezentaci na Mistrovství světa ve fotbale 1962, ale v utkání nenastoupil.

## Ligová bilance
| Ročník                           | Zápasy | Góly | Klub                 |
| -------------------------------- | ------ | ---- | -------------------- |
| Švýcarská Super League 1954/1955 | 1      | 1    | FC Chiasso           |
| Švýcarská Super League 1955/1956 | 6      | 3    | FC Chiasso           |
| Švýcarská Super League 1956/1957 | 14     | 5    | FC Schaffhausen      |
| 2. švýcarská liga 1957/1958      | -      | -    | FC Schaffhausen      |
| Švýcarská Super League 1958/1959 | 16     | 1    | FC Basilej           |
| Švýcarská Super League 1959/1960 | 25     | 16   | FC Basilej           |
| Švýcarská Super League 1960/1961 | 16     | 8    | FC La Chaux-de-Fonds |
| Švýcarská Super League 1961/1962 | 25     | 22   | FC La Chaux-de-Fonds |
| Švýcarská Super League 1962/1963 | 17     | 21   | Lausanne Sports      |
| Švýcarská Super League 1963/1964 | 6      | 6    | Lausanne Sports      |
| Švýcarská Super League 1963/1964 | 13     | 5    | FC Basilej           |
| Švýcarská Super League 1964/1965 | 24     | 13   | FC Basilej           |
| Švýcarská Super League 1965/1966 | 24     | 15   | FC Basilej           |
| Švýcarská Super League 1966/1967 | 24     | 16   | FC Basilej           |
| Švýcarská Super League 1967/1968 | 18     | 9    | FC Basilej           |
| Švýcarská Super League 1968/1969 | 20     | 6    | AC Bellinzona        |
| Švýcarská Super League 1969/1970 | 21     | 7    | AC Bellinzona        |
| Švýcarská Super League 1970/1971 | 21     | 3    | AC Bellinzona        |
| 2. švýcarská liga 1971/1972      | 8      | 0    | US Gambarogno        |
| CELKEM Švýcarská Super League    | 291    | 157  |                      |